# Волпак Тауншип (Нью-Джерсі)
Волпак Тауншип (англ. Walpack Township) — селище (англ. township) в США, в окрузі Сассекс штату Нью-Джерсі. Населення — 7 осіб (2020).

## Демографія
Згідно з переписом 2010 року, у селищі мешкало 16 осіб у 8 домогосподарствах у складі 4 родин. Було 15 помешкань
Расовий склад населення:
| - 93,8 % — білих |

До двох чи більше рас належало 6,3 %. Частка іспаномовних становила 0,0 % від усіх жителів.
За віковим діапазоном населення розподілялося таким чином: 12,5 % — особи молодші 18 років, 62,5 % — особи у віці 18—64 років, 25,0 % — особи у віці 65 років та старші. Медіана віку мешканця становила 56,5 року. На 100 осіб жіночої статі у селищі припадало 100,0 чоловіків;  на 100 жінок у віці від 18 років та старших — 100,0 чоловіків також старших 18 років.
Цивільне працевлаштоване населення становило 0 осіб. 